# Assia Wevill
Assia Wevill, född 15 maj 1927 i Berlin, Tyskland, död 23 mars 1969 var en tysk poet. 
Wevill flydde från nazister i början av andra världskriget och utvandrade till Palestinamandatet (då del av Storbritannien), där hon var i ett förhållande med engelsk poet Ted Hughes. Hon tog livet av deras gemensamma 4 år gamla dotter och begick sedan självmord på ett liknande sätt som Sylvia Plath. Plath begick självmord sex år tidigare genom att sätta huvudet i en gasugn.